# Natação nos Jogos Olímpicos de Verão de 2012 - 200 m costas feminino

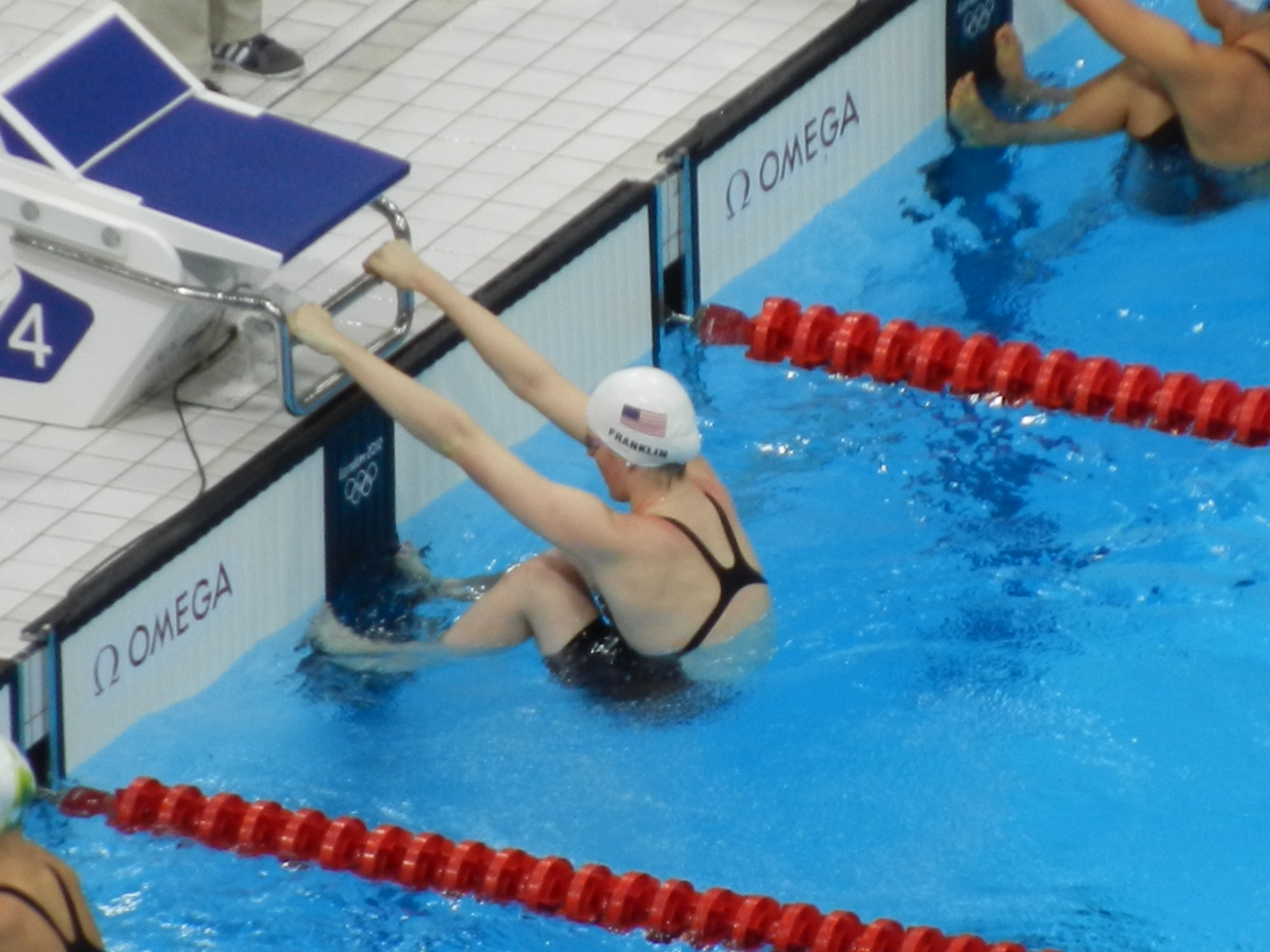
Missy Franklin durante as eliminatórias dos 200 m costas.

A competição dos 200 metros costas feminino da natação nos Jogos Olímpicos de Verão de 2012 foi disputada nos dias 2 e 3 de agosto no Centro Aquático de Londres.

## Medalhistas
| Ouro   | USA Missy Franklin   |
| Prata  | RUS Anastasia Zuyeva |
| Bronze | USA Elizabeth Beisel |

## Recordes
Antes desta competição, os recordes mundiais e olímpicos da prova eram os seguintes:
| Tipo | Atleta          | Tempo   | Local  | Data                 |
| ---- | --------------- | ------- | ------ | -------------------- |
|      | Kirsty Coventry | 2:04.81 | Roma   | 1 de agosto de 2009  |
|      | Kirsty Coventry | 2:05.24 | Pequim | 16 de agosto de 2008 |

Os seguintes recordes mundiais ou olímpicos foram estabelecidos durante esta competição:
| Data        | Evento | Atleta             | Tempo   | Notas |
| ----------- | ------ | ------------------ | ------- | ----- |
| 3 de agosto | Final  | USA Missy Franklin | 2:04.06 | ,     |

## Resultados

### Eliminatórias
| Pos. | Elim. | Raia | Nadadora                | CON                 | Tempo   | Notas            |
| ---- | ----- | ---- | ----------------------- | ------------------- | ------- | ---------------- |
| 1    | 5     | 4    | Missy Franklin          | USA Estados Unidos  | 2:07.54 | Q                |
| 2    | 3     | 5    | Elizabeth Beisel        | USA Estados Unidos  | 2:07.82 | Q                |
| 3    | 5     | 2    | Kirsty Coventry         | ZIM Zimbabwe        | 2:08.14 | Q                |
| 4    | 5     | 5    | Meagen Nay              | AUS Austrália       | 2:08.40 | Q                |
| 5    | 4     | 4    | Belinda Hocking         | AUS Austrália       | 2:08.75 | Q                |
| 6    | 3     | 6    | Alexianne Castel        | FRA França          | 2:08.92 | Q                |
| 7    | 3     | 3    | Sinead Russell          | CAN Canadá          | 2:09.04 | Q                |
| 8    | 3     | 4    | Anastasia Zuyeva        | RUS Rússia          | 2:09.36 | Q                |
| 9    | 4     | 3    | Daryna Zevina           | UKR Ucrânia         | 2:09.40 | Q                |
| 10   | 4     | 7    | Duane Da Rocha          | ESP Espanha         | 2:09.72 | Q                |
| 11   | 5     | 7    | Stephanie Proud         | GBR Grã-Bretanha    | 2:10.01 | Q                |
| 12   | 2     | 6    | Simona Baumrtová        | CZE República Checa | 2:10.03 | Q,               |
| 13   | 3     | 1    | Karin Prinsloo          | RSA África do Sul   | 2:10.34 | Q                |
| 14   | 4     | 5    | Elizabeth Simmonds      | GBR Grã-Bretanha    | 2:10.37 | Q                |
| 15   | 4     | 6    | Jenny Mensing           | GER Alemanha        | 2:10.54 | Q                |
| 16   | 5     | 3    | Sharon van Rouwendaal   | NED Países Baixos   | 2:10.60 | Q                |
| 17   | 4     | 1    | Melissa Ingram          | NZL Nova Zelândia   | 2:10.63 |                  |
| 18   | 4     | 2    | Hilary Caldwell         | CAN Canadá          | 2:10.75 |                  |
| 19   | 3     | 7    | Bai Anqi                | CHN China           | 2:11.26 |                  |
| 20   | 5     | 8    | Eygló Ósk Gústafsdóttir | ISL Islândia        | 2:11.31 | Recorde nacional |
| 21   | 2     | 4    | Miyu Otsuka             | JPN Japão           | 2:11.65 |                  |
| 22   | 5     | 1    | Yao Yige                | CHN China           | 2:12.14 |                  |
| 23   | 3     | 2    | Alessia Filippi         | ITA Itália          | 2:12.40 |                  |
| 24   | 2     | 5    | Fernanda González       | MEX México          | 2:12.75 |                  |
| 25   | 2     | 7    | Anja Čarman             | SLO Eslovênia       | 2:13.01 |                  |
| 26   | 1     | 4    | Nguyễn Thị Ánh Viên     | VIE Vietnã          | 2:13.35 |                  |
| 27   | 1     | 6    | Carolina Colorado       | COL Colômbia        | 2:13.64 | Recorde nacional |
| 28   | 2     | 2    | Mie Nielsen             | DEN Dinamarca       | 2:13.89 |                  |
| 29   | 3     | 8    | Alicja Tchórz           | POL Polônia         | 2:14.02 |                  |
| 30   | 5     | 6    | Laure Manaudou          | FRA França          | 2:14.29 |                  |
| 31   | 1     | 2    | Ham Chan-Mi             | KOR Coreia do Sul   | 2:15.30 |                  |
| 32   | 4     | 8    | Ekaterina Avramova      | BUL Bulgária        | 2:15.44 |                  |
| 33   | 2     | 1    | Kim Daniela Pavlin      | CRO Croácia         | 2:15.67 |                  |
| 34   | 2     | 3    | Melanie Nocher          | IRL Irlanda         | 2:16.29 |                  |
| 35   | 1     | 3    | Dorina Szekeres         | HUN Hungria         | 2:18.16 |                  |
| 36   | 2     | 8    | Stephanie Au            | HKG Hong Kong       | 2:18.47 |                  |
| 37   | 1     | 5    | Yulduz Kuchkarova       | UZB Uzbequistão     | 2:18.60 |                  |

### Semifinal

#### Semifinal 1
| Pos. | Raia | Nadadora              | CON                 | Tempo   | Notas |
| ---- | ---- | --------------------- | ------------------- | ------- | ----- |
| 1    | 4    | Elizabeth Beisel      | USA Estados Unidos  | 2:06.18 | Q     |
| 2    | 5    | Meagen Nay            | AUS Austrália       | 2:07.42 | Q     |
| 3    | 6    | Anastasia Zuyeva      | RUS Rússia          | 2:07.88 | Q     |
| 4    | 3    | Alexianne Castel      | FRA França          | 2:08.24 | Q     |
| 5    | 1    | Elizabeth Simmonds    | GBR Grã-Bretanha    | 2:08.48 | Q     |
| 6    | 8    | Sharon van Rouwendaal | NED Países Baixos   | 2:09.50 |       |
| 7    | 2    | Duane Da Rocha        | ESP Espanha         | 2:09.88 |       |
| 8    | 7    | Simona Baumrtová      | CZE República Checa | 2:10.18 |       |

#### Semifinal 2
| Pos. | Raia | Nadadora        | CON                | Tempo   | Notas |
| ---- | ---- | --------------- | ------------------ | ------- | ----- |
| 1    | 4    | Missy Franklin  | USA Estados Unidos | 2:06.84 | Q     |
| 2    | 5    | Kirsty Coventry | ZIM Zimbabwe       | 2:08.32 | Q     |
| 3    | 6    | Sinead Russell  | CAN Canadá         | 2:08.76 | Q     |
| 4    | 7    | Stephanie Proud | GBR Grã-Bretanha   | 2:09.04 |       |
| 5    | 3    | Belinda Hocking | AUS Austrália      | 2:09.35 |       |
| 6    | 2    | Daryna Zevina   | UKR Ucrânia        | 2:09.70 |       |
| 7    | 8    | Jenny Mensing   | GER Alemanha       | 2:10.68 |       |
| 8    | 1    | Karin Prinsloo  | RSA África do Sul  | 2:11.42 |       |

### Final
| Pos.              | Raia | Nadadora           | CON                | Tempo   | Notas           |
| ----------------- | ---- | ------------------ | ------------------ | ------- | --------------- |
| Medalha de ouro   | 5    | Missy Franklin     | USA Estados Unidos | 2:04.06 | Recorde mundial |
| Medalha de prata  | 6    | Anastasia Zuyeva   | RUS Rússia         | 2:05.92 |                 |
| Medalha de bronze | 4    | Elizabeth Beisel   | USA Estados Unidos | 2:06.55 |                 |
| 4                 | 1    | Elizabeth Simmonds | GBR Grã-Bretanha   | 2:07.26 |                 |
| 5                 | 3    | Meagen Nay         | AUS Austrália      | 2:07.43 |                 |
| 6                 | 7    | Kirsty Coventry    | ZIM Zimbabwe       | 2:08.18 |                 |
| 7                 | 2    | Alexianne Castel   | FRA França         | 2:08.43 |                 |
| 8                 | 8    | Sinead Russell     | CAN Canadá         | 2:09.86 |                 |

Legenda
| Recorde mundial      | Recorde mundial (World record)               |                       | Recorde africano                      | Recorde africano (African) |                                           | Q | Classificado por posição (Qualified) |
| Recorde olímpico     | Recorde olímpico (Olympic record)            | Recorde da América    | Recorde da América (Americas)         | q                          | Classificado por melhor tempo (Qualified) |   |                                      |
| Melhor marca do ano  | Melhor marca do ano (World leading)          | Recorde asiático      | Recorde asiático (Asian)              | DNS                        | Não largou (Did not start)                |   |                                      |
| Recorde nacional     | Recorde nacional (National record)           | Recorde europeu       | Recorde europeu (European)            | DNF                        | Não terminou (Did not finish)             |   |                                      |
| Recorde pessoal      | Recorde pessoal do atleta (Personal best)    | Recorde da Oceania    | Recorde da Oceania (Oceania)          | DSQ / DQ                   | Desclassificado (Disqualified)            |   |                                      |
| Recorde da temporada | Recorde da temporada do atleta (Season best) | Recorde sul-americano | Recorde sul-americano (South America) | NM                         | Sem marca (No mark)                       |   |                                      |